# Grèce aux Jeux olympiques de 1896
La Grèce participe aux premiers Jeux olympiques de 1896 à Athènes avec une délégation comportant au moins 169 athlètes recensés. Le pays a remporté 47 médailles (10 en or, 18 en argent et 19 en bronze), devenant la deuxième nation la plus titrée de la compétition.
Si la victoire la plus marquante est sans aucun doute celle de Spyrídon Loúis sur le Marathon, les athlètes grecs se sont principalement distingué dans les épreuves de tir (trois titres) et de gymnastique (deux titres).

## Médaillés

### Or
| Sport               | Discipline          | Sportifs                 | Performance     |
| ------------------- | ------------------- | ------------------------ | --------------- |
| Médailles d’or : 10 |                     |                          |                 |
| Athlétisme          | Marathon            | Spyrídon Loúis           | 2 h 58 min 50 s |
| Cyclisme            | Course sur route    | Aristídis Konstantinídis |                 |
| Escrime             | Sabre               | Ioannis Georgiadis       |                 |
| Escrime             | Fleuret Maitres     | Leonídas Pýrgos          |                 |
| Gymnastique         | Corde               | Nikólaos Andriakópoulos  |                 |
| Gymnastique         | Anneaux             | Ioánnis Mitrópoulos      |                 |
| Natation            | 100 m               | Ioánnis Malokínis        |                 |
| Tir                 | Carabine militaire  | Pantelís Karasevdás      |                 |
| Tir                 | Carabine libre      | Yeóryios Orfanídis       |                 |
| Tir                 | Pistolet tir rapide | Ioánnis Frangoúdis       |                 |

### Argent
| Sport                   | Discipline                   | Sportifs                                     | Performance    |
| ----------------------- | ---------------------------- | -------------------------------------------- | -------------- |
| Médailles d’argent : 18 |                              |                                              |                |
| Athlétisme              | Lancer du poids              | Miltiádis Goúskos                            | 11,20 m        |
| Athlétisme              | Lancer du disque             | Panayótis Paraskevópoulos                    | 28,96 m        |
| Athlétisme              | Marathon                     | Kharílaos Vasilákos                          | 3 h 06 min 3 s |
| Cyclisme                | 100 km                       | Yeóryios Koléttis                            |                |
| Cyclisme                | 333 m                        | Stamátios Nikolópoulos                       |                |
| Cyclisme                | 2 km                         | Stamátios Nikolópoulos                       |                |
| Escrime                 | Sabre                        | Tilémachos Karákalos                         |                |
| Gymnastique             | Corde                        | Thomás Xenákis                               |                |
| Gymnastique             | Barres parallèles par équipe | Panellinios Gymnastikos Syllogos             |                |
| Lutte                   | gréco-romaine                | Yeóryios Tsítas                              |                |
| Natation                | 1 200 m nage libre           | Joannis Andreou                              |                |
| Natation                | 100 m                        | Spyrídon Chazápis                            |                |
| Natation                | 500 m nage libre             | Antonios Pepanos                             |                |
| Tennis                  | Simple                       | Dionýsios Kásdaglis                          |                |
| Tennis                  | Double messieurs             | Dionýsios Kásdaglis, Dimítrios Petrokókkinos |                |
| Tir                     | Pistolet rapide              | Yeóryios Orfanídis                           |                |
| Tir                     | Carabine militaire           | Pávlos Pavlídis                              |                |
| Tir                     | Carabine libre               | Ioánnis Frangoúdis                           |                |

### Bronze
| Sport                    | Discipline                   | Sportifs                                  | Performance |
| ------------------------ | ---------------------------- | ----------------------------------------- | ----------- |
| Médailles de bronze : 19 |                              |                                           |             |
| Athlétisme               | Saut à la perche             | Evángelos Damáskos Ioánnis Theodorópoulos | 2,90 m      |
| Athlétisme               | 800 m                        | Dimítrios Golémis                         | 2 min 28 s  |
| Athlétisme               | Lancer du poids              | Yeóryios Papasidéris                      | 10,36 m     |
| Athlétisme               | Triple saut                  | Ioánnis Persákis                          | 12,52 m     |
| Athlétisme               | Lancer du disque             | Sotírios Versís                           | 28,78 m     |
| Escrime                  | Fleuret                      | Periklís Pierrákos-Mavromichális          |             |
| Gymnastique              | Anneaux                      | Pétros Persákis                           |             |
| Gymnastique              | Barres parallèles par équipe | Ethnikos Gymnastikos Syllogos             |             |
| Haltérophilie            | Une main                     | Aléxandros Nikolópoulos                   |             |
| Haltérophilie            | Deux mains                   | Sotírios Versís                           |             |
| Lutte                    | Gréco-romaine                | Stéphanos Christópoulos                   |             |
| Natation                 | 500 m nage libre             | Efstáthios Chorafás                       |             |
| Natation                 | 100 m                        | Dimítrios Drívas                          |             |
| Natation                 | 1 200 m nage libre           | Efstáthios Chorafás                       |             |
| Tennis                   | Simple                       | Konstantínos Paspátis                     |             |
| Tir                      | Pistolet militaire           | Nikólaos Dorákis                          |             |
| Tir                      | Pistolet libre               | Ioánnis Frangoúdis                        |             |
| Tir                      | Carabine                     | Nikólaos Trikoúpis                        |             |